# Exocentrus fuscosignatipennis
Exocentrus fuscosignatipennis är en skalbaggsart som beskrevs av Hunt och Stefan von Breuning 1957. Exocentrus fuscosignatipennis ingår i släktet Exocentrus och familjen långhorningar. Inga underarter finns listade i Catalogue of Life.